# Evening Falls...
«Evening Falls...» es el segundo sencillo de Enya extraído de su álbum más destacado, conocido y popular Watermark. Es el octavo tema del álbum. Su éxito fue tal que la posicionó en el #1 en los Irish Singles Chart, obteniendo una certificación de plata.
Sobre la canción, Enya cuenta:
Evening Falls es, lo crean o no, una historia de fantasmas, y habla de una mujer que vive en Estados Unidos y ha estado soñando con una casa en particular. Años después, ella y su esposo están de viaje en Inglaterra, y se encuentran con la casa que ella ha visto en sueños. Y cuando ella se acerca para echar un vistazo, la criada y el mayordomo la reciben con bastante frialdad y miedo. Ella pregunta por qué, y ellos le responden que ella ha estado recorriendo esta casa todas las noches, mientras soñaba con ella. Y fue Roma, al oír la melodía que yo había escrito, quien dijo que esta historia era perfecta para la canción.

## Lista de temas
| N.º | Tema                         | Duración |
| --- | ---------------------------- | -------- |
| 1.  | "Evening Falls..."           | 3:49     |
| 2.  | "Oíche Chiún (Silent Night)" | 3:46     |
| 3.  | "Morning Glory"              | 2:28     |